# Aleiodes esenbeckii
Aleiodes esenbeckii är en stekelart som först beskrevs av Hartig 1838.  Aleiodes esenbeckii ingår i släktet Aleiodes och familjen bracksteklar. Inga underarter finns listade i Catalogue of Life.